# Estratonice (esposa de Antígono Monoftalmo)
Estratonice, filha de Correu, foi a esposa de Antígono Monoftalmo.
Estratonice, filha de Correu (Corrhagus), foi casada com Demétrio, irmão de Antígono Monoftalmo, e, após a morte de Demétrio, se casou com Antígono.
Demétrio Poliórcetes seria filho de Estratonice e Antígono, ou, segundo algumas versões, filho de Estratonice e Demétrio - neste caso, Demétrio, o irmão de Antígono, teria morrido quando Demétrio Poliórcetes era muito jovem, e Estratonice logo se casou com Antígono, que adotou o sobrinho como filho.
Filipe foi outro filho de Estratonice e Antígono, e ganhou o nome do pai de Antígono. Filipe, porém, morreu antes de Antígono, deixando Demétrio como o único herdeiro.